# Jadwiga Wileńska
Jadwiga Wileńska, także Jadwiga Jolanta Wileńska-Jaworska (ur. ok. 1946 w Łodzi, zm. 1 sierpnia 2023) – reportażystka, reżyserka, związana z Łódzkim Oddziałem Telewizji Polskiej.

## Życiorys
Studiowała polonistykę na Uniwersytecie Łódzkim. Była producentką cykli: „Impresje” oraz „Filmowa encyklopedia Łodzi i okolic” (od 1990), programu telewizyjnego TVP3 Łódź. Zrealizowała ponad 500 odcinków, których tematem jest Łódź. Była autorką tekstów piosenek zespołów: Białe Kruki i Dziwne Rzeczy.
Mieszkała w Łodzi, przy ul. Wrześnieńskiej. Została pochowana 8 sierpnia 2023 na cmentarzu św. Antoniego w Łodzi.

## Wybrane reportaże
- 1978: „Być sołtysem”,
- 1980: „Żyć aby żyć”,
- 1981: „Incydent”,
- 1982: „Wycinanki wiejskie”
- 1986: „Człowiek ze skrzyni”[1].

## Odznaczenia
- Odznaka „Za Zasługi dla Miasta Łodzi” (2001)[11],
- Nagroda Miasta Łodzi (2004)[2],
- Srebrny Krzyż Zasługi (2006) – za osiągnięcia w pracy zawodowej, za zasługi w działalności telewizyjnej[12].